# Ulrich Jochimsen
Ulrich Jochimsen (* 28. Juni 1935 in Niebüll, Nordfriesland, Schleswig) ist ein deutscher Elektroingenieur, Unternehmer und Politikberater. Zunächst war das monopolisierte Fernmeldewesen und der überregulierte Telekommunikationsmarkt der 1970er Jahre in Deutschland für seine innovativen Konzepte und Geräte wie die "Blackbox zum Schutz der Privatsphäre" und ein erstes Mobiltelefon nicht bereit. Durch seine kritischen Veröffentlichungen und seine Tätigkeiten im öffentlichen Auftrag sind dennoch die Entwicklungen im Fernmeldewesen, in der Telekommunikation und in der Energieversorgung in Deutschland beeinflusst worden. Heute setzt er sich als Förderer innovativer Projekte im Bereich der dezentralen Energieerzeugung ein.

## Leben
Ulrich Jochimsen war seit 1950 Funkamateur und von 1955 bis 1958 der jüngste Funkoffizier der Handelsmarine auf Großer Fahrt. Nach einem Jahr (1959/60) als Austauschstudent des DAAD in Kanada arbeitete er 1962 bis 1968 im Institut für experimentelle Kernphysik der Technischen Hochschule (KIT) und des Kernforschungszentrums Karlsruhe.
1966 bis 1980 war er mit seiner Firma Video Digital Technik in Wiesbaden selbständig; sie entwickelte Techniken und Geräte für Fernsehstudios.
1970 bis 1978 war er Berater der Hessischen Landesregierung und 1974 bis 1975 Vertreter des Landes Hessen in der Bundeskommission für den Ausbau des technischen Kommunikationssystems (KtK) mit Planungszeitraum bis zum Jahre 2000.
1974 bis 1982 erstellte er als Vorsitzender des Instituts für Kommunikationstechnologie und Systemforschung e. V. in Zusammenarbeit mit dem zweiten Vorsitzenden Ernst Eggers ein Gutachten für die Monopolkommission des Bundes über das Monopol der Deutschen Bundespost im Fernmeldewesen.
1991–2007 war er Vorstandsmitglied des Bundesverbands Erneuerbare Energie e. V..
Ab 1982 verfasste er als Leiter des Instituts Energie Dezentral Flensburg mit Nikolaus Eckardt und Margitta Meinerzhagen eine Untersuchung zur deutschen Elektrizitätswirtschaft: "Die Stromdiktatur: von Hitler ermächtigt – bis heute ungebrochen".
Mit Hermann Scheer war Ulrich Jochimsen einer der Herausgeber der seit 1997 erscheinenden Zeitschrift für neues Energierecht (ZNER).
Seit 2001 ist er in der Kommission Politische Bildung/Globales Lernen der Deutschen Evangelischen Arbeitsgemeinschaft für Erwachsenenbildung e. V. (DEAE, Frankfurt am Main).
Gegenwärtig ist er Aufsichtsrat der Energiegenossenschaft Flensburg e. G. i. G., Vorstandsmitglied des Netzwerk Dezentrale EnergieNutzung e. V. Flensburg, Vorstand des Systeminstituts Aqua Terra in Berlin und Ehrenvorsitzender des "Fördervereins Haus der Natur in Potsdam e. V.".
Der Bruder von Ulrich Jochimsen ist der Volkswirt und Politiker Reimut Jochimsen (1933–1999).

## Energiebox und Stromeinspeisungsgesetz
Als "Energiebox" werden dezentrale Kraft-Wärme-Anlagen bezeichnet, welche für die Versorgung einen einzelnen Haushalts oder in der Größe von etwa 3–4 Megawatt zur Versorgung einer kleinen Stadt geeignet sind. Ein Beispiel wäre eine Anlage, die an einem Gasanschluss kostengünstig Wärme und Strom erzeugt, wobei die Wärme im Haus verbraucht wird, während überschüssiger Strom, ins öffentliche Stromnetz eingespeist, die Anlagekosten finanziert. Jochimsen beschrieb die vorteilhaften Auswirkungen solcher Energieboxen für eine dezentrale Energiewirtschaft.
Hinter den Widerständen gegen dezentrale Wärme- und Elektrizitätsversorgung für Haushalt und Kleinverbrauch stecken wirtschaftliche Interessen und Machtfragen. Jochimsen trug durch Studien und Publikationen zur Aufklärung solch struktureller Zusammenhänge in der deutschen Energiewirtschaft bei.
Den Einfluss von Ulrich Jochimsen und seines Konzepts der Energiebox auf die dänische Energiewirtschaft beschreibt Preben Maegaard vom Nordic Folkecenter for Renewable Energy in Solarzeitalter 3/2006, S. 38.

## Postmonopol
1978 und 1979 wurde der vom WDR produzierte 50-Minuten-Film „Kraftproben: Ulrich Jochimsen, der Mann, der sich mit der Post anlegt“ im 1. Programm der ARD ausgestrahlt und von Millionen Zuschauern gesehen. Danach musste die Deutsche Bundespost viele neue Dienste einführen und ihr hoheitliches Verhalten gegenüber den Bürgern ändern. Der Freie Markt für Telefon-Endgeräte ab Juli 1990 ist ein Resultat globaler Entwicklungen, die Jochimsen bereits in den 1970er Jahren voraussah, während die Deutsche Bundespost seinen nach internationalen Standards entwickelten Geräten die Zulassung verweigerte.
Zudem beeinflusste Jochimsen verschiedene Pläne der Deutschen Bundespost:
- 1972 hatte der Bundespostminister dem Chef der Bank für Gemeinwirtschaft (BfG) Walter Hesselbach, der gleichzeitig Vorsitzender des Postverwaltungsrats war, den Bau des neuen BfG-Hochhauses am Theaterplatz in Frankfurt untersagt. Die Begründung war, es könne vielleicht die Richtfunkverbindung nach Gunthersblum gestört werden. Ulrich Jochimsen stellte fest, dass zur Sicherung des Richtfunks und der Freigabe zum Bau des Hochhauses nur zwei Richtfunk-Spiegel auf dem kleinen Fernmeldeturm an der Frankfurter Hauptwache verschoben und zwei Kabel umgesteckt werden müssten.

- 1978 hatte die Stadt Soest in Westfalen gegen die Verschandelung ihres historischen Stadtbildes durch einen geplanten Fernmeldeturm geklagt und in der ersten Instanz verloren. Nach einer Intervention von Ulrich Jochimsen wurde der Fernmeldeturm nicht mehr gebaut.

- Bis 1979 behauptete die Deutsche Bundespost, Ferngespräche über Richtfunkstrecken seien nicht abhörbar. In zwei Artikeln des Nachrichtenmagazins Stern wurde die Feststellung Jochimsens nachgewiesen, dass die Behauptung der Bundespost eine Irreführung der Öffentlichkeit war.

## Ehrungen
- 7. Oktober 2005: Bundesverdienstkreuz am Bande[10][11]
- Deutscher Solarpreis 2006, Eurosolar Sonderpreis für besonderes persönliches Engagement[12]